# Mamy Ndiaye
Mamy Ndiaye (* 26. November 1986 in Pikine, Region Dakar) ist eine senegalesische Fußballspielerin.

## Karriere

### Verein
Ndiaye startete ihre Karriere mit AS Dakar Sacré Cœur und wechselte im Sommer 2007 in die schwedische Division 4 zu IFK Kalmar. Nachdem sie in ihrer ersten Saison Anpassungsprobleme hatte, wechselte sie auf Leihbasis zu Mölnlycke BK. Im Frühjahr 2009 kehrte sie zu Kalmar zurück, hatte jedoch Visa-Probleme und bekam keine Arbeitsgenehmigung, so dass sie erst im Oktober 2009 in der Division 1 zum Einsatz für Kalmar kam.
Die weitere Vereinskarriere führte sie nach Spanien und Frankreich.

### Nationalmannschaft
Die Stürmerin gehört zum Kader der senegalesischen Frauennationalmannschaft und gab ihr Debüt 2010 in der Qualifikation zum Coupe d’Afrique des nations féminine gegen Marokko. Seit Januar 2012 ist sie Mannschaftskapitänin der Nationalmannschaft.